# 東のエデン 放送部
東のエデン 放送部（ひがし- ほうそうぶ）は、テレビアニメ『東のエデン』の放送開始に伴い、アニメイトTVで配信されたインターネットラジオ番組。全14回。また、携帯サイトのアニメイトON AIR!では、『東のエデン 放送部 楽園こぼれ話』と題し、web版とは異なるパーソナリティによる番組が全14回配信された。web版パーソナリティは滝沢朗役の木村良平と森美咲役の早見沙織。携帯版パーソナリティーは大杉智役の江口拓也。

## 東のエデン 放送部

### 概要
アニメ『東のエデン』の情報を伝えつつも、大幅に脱線しながら進行する。

### パーソナリティ
- 木村良平（滝沢朗役）
- 早見沙織（森美咲役）

### コーナー
近況報告板
談話室・滝沢朗
ふつおたのコーナー。謎の多い展開となったアニメ本編の今後の展開を予想するメールや、劇中で発生する事件「迂闊な月曜日」に因んで、“迂闊な”体験を紹介するメールなどが多く紹介された。
セレソン チャレンジ!!（2スレッド目〜）
パーソナリティーやゲストに関する問題に答えて、アニメ内で登場する『セレソン』のように、時間内に見事100億円を使いきり、ご褒美を手に入れるため、パーソナリティーの2人がクイズに挑戦するコーナー。ちなみに、ご褒美は毎回ケーキなどのスイーツである。

### 配信
| 回数         | 配信日        | サブタイトル | ゲスト                       |
| ------------ | ------------- | --- | ---------------------------- |
| 1スレッド目  | 2009年4月10日 | 「いまだにキミに何処まで踏み込んでいいのか僕は分らない！」「距離感？！ 距離感？！（笑）」                               |                              |
| 2スレッド目  | 2009年4月24日 | 「迂闊な事だらけです 私、日常！」「ラジオで物真似やる羽目になったとか？（笑）」                                         |                              |
| 3スレッド目  | 2009年5月8日  | 「酒…ですか？」「“現場の前”って言ったよね？姉さん――」                                                                   |                              |
| 4スレッド目  | 2009年5月22日 | 「まだまだ、全然大丈夫です」「そうですよっ！」「もう駄目だろ↓」                                                         | 江口拓也（大杉智役）         |
| 5スレッド目  | 2009年6月5日  | 「制服――、ズボン――、ノーパンって事ですよ！」「？、スマンッ？！ スカートの下にズボンを穿いたんだよね？」                 |                              |
| 6スレッド目  | 2009年6月19日 | 「落ちてることあるんですか？！」「まぁまぁまぁ、キミ拾ってるからね？落ちてるとこ！」                                    | 神山健治（原作・脚本・監督） |
| 7スレッド目  | 2009年7月3日  | 「“七×八”どっかで間違えた？」「何にも間違えてないっス、九九をラジオ上で言ったの初めて（笑）」                           |                              |
| 8スレッド目  | 2009年7月17日 | 「“沙織姉さんがやらかしたので、番組がGDGDになる…”」「これ、何かあまりいい意味じゃないですよね（怒）」                   |                              |
| 9スレッド目  | 2009年7月31日 | ｢ちょっと、ちょっと（怒）、“談話室・森美咲”のコーナーです！」「うわ、とる気満々だ！」                                   |                              |
| 10スレッド目 | 2009年8月14日 | 「文句を言っていたが、女の子ならいけちゃうって事だよね？」「そういうことでは――何ですっ？！ その解釈の変え方は！（憤）」 |                              |
| 11スレッド目 | 2009年8月28日 | ｢みんな、全裸でくるって言うのが…」「あぁ～」「ちょっと待って下さい、納得しないで下さい（慌）!」                         | 川原元幸（平沢一臣役）       |
| 12スレッド目 | 2009年9月11日 | 「齋藤彩夏ちゃん、ポ●モンです!」「アレレレ―」「進化をして行くっていう!まぁ、この後ボールに帰るって感じですかね」        | 齋藤彩夏（葛原みくる役）     |
| 13スレッド目 | 2009年9月25日 | 「誰が突っ込むんだ、これ、誰がっ!」「ワタシも乗ってしまいました、うっかり（爆）」                                       |                              |
| 14スレッド目 | 2009年10月9日 | 「パンツの家に行って!溝にはまって!」 「よっぽど（側溝に）はまりたいらしいね」                                           |                              |

### エピソード
- 早見沙織は木村良平からは年下にもかかわらず「早見姉（ねえ）さん」や「沙織姉さん」と呼ばれており、リスナーからのメール冒頭の挨拶でもこの呼び名で呼ばれることが定着した。
- 番組内で早見沙織がモノマネを披露することが多い。なお、たいていは木村良平による無茶振りによるものである。[2]

## 東のエデン 放送部 楽園こぼれ話

### 概要
web版とは異なるテンションで、アニメに関するこぼれ話を絡めつつ進行する。サブタイトルは『頑張れ大杉君』、全14回。
携帯サイトのアニメイトON AIR!にて、コーナーごとに3〜4つのファイルに分割されて配信されている。
web版とは異なり、情報コーナーでは「東のエデン」の広報スタッフが毎回登場し、情報を伝える。なお、稀に情報コーナー以外にも登場することもある。

### パーソナリティ
- 江口拓也（大杉智役）

### コーナー
報われね〜
頑張っているのに結果が出ない事や報われない事を報告し、大杉君のように、頑張っているのに報われない人を応援していくコーナー。
褒めてよ 大杉君（第8回〜）
頑張って結果が出た事や報われた事を報告し、大杉役の江口が褒めるコーナー。

### 配信
| 回数   | 配信日         | ゲスト                   |
| ------ | -------------- | ------------------------ |
| 第1回  | 2009年5月1日   |                          |
| 第2回  | 2009年5月15日  |                          |
| 第3回  | 2009年5月29日  |                          |
| 第4回  | 2009年6月12日  |                          |
| 第5回  | 2009年6月26日  |                          |
| 第6回  | 2009年7月10日  |                          |
| 第7回  | 2009年7月24日  |                          |
| 第8回  | 2009年8月7日   |                          |
| 第9回  | 2009年8月21日  |                          |
| 第10回 | 2009年9月4日   | 齋藤彩夏（葛原みくる役） |
| 第11回 | 2009年9月18日  |                          |
| 第12回 | 2009年10月2日  |                          |
| 第13回 | 2009年10月16日 |                          |
| 第14回 | 2009年10月30日 | 木村良平（滝沢 朗役）    |

### エピソード
- 第5回で、ともに身体の固い江口拓也と情報コーナーに登場す広報スタッフとで、『どちらが先に前屈して地面に手のひらをつけるか』という勝負をすることが決定した。第7回放送では、中間発表も行われた。

## DJCD
- DJCD「東のエデン 放送部」EDEN SIDE（2009年8月26日発売）